# Bahnstrecke Rødekro–Aabenraa
| Bahnhof Aabenraa |                      |                                                        |                                                        |
| Lage der Strecke |                      |                                                        |                                                        |
| Streckennummer: | ehem. 77 (DSB)       |                                                        |                                                        |
| Streckenlänge: | 7,8 km               |                                                        |                                                        |
| Spurweite: | 1435 mm (Normalspur) |                                                        |                                                        |
| Streckengeschwindigkeit: | 60 km/h              |                                                        |                                                        |
| |                      |                                                        |                                                        |
| \| \| \| Bahnstrecke Fredericia–Flensburg von Fredericia \| \| \| \| \| Bahnstrecke Rødekro–Løgumkloster–Bredebro von Bredebro \| \| \| \| 0,0 \| Rødekro dt. Rothenkrug \| Rødekro dt. Rothenkrug \| \| \| \| Bahnstrecke Fredericia–Flensburg nach Flensburg \| \| \| \| 1,3 \| Rise dt. Ries \| Rise dt. Ries \| \| \| 6,8 \| Aabenraa dt. Apenrade \| Aabenraa dt. Apenrade \| \| \| 7,8 \| Åbenrå Havne \| Åbenrå Havne \| |                      |                                                        |                                                        |
| Strecke |                      | Bahnstrecke Fredericia–Flensburg von Fredericia        | Bahnstrecke Fredericia–Flensburg von Fredericia        |
| Abzweig geradeaus und ehemals von rechts |                      | Bahnstrecke Rødekro–Løgumkloster–Bredebro von Bredebro | Bahnstrecke Rødekro–Løgumkloster–Bredebro von Bredebro |
| Bahnhof | 0,0                  | Rødekro dt. Rothenkrug                                 | Rødekro dt. Rothenkrug                                 |
| Abzweig ehemals geradeaus und nach rechts |                      | Bahnstrecke Fredericia–Flensburg nach Flensburg        | Bahnstrecke Fredericia–Flensburg nach Flensburg        |
| Haltepunkt / Haltestelle (Strecke außer Betrieb) | 1,3                  | Rise dt. Ries                                          | Rise dt. Ries                                          |
| Bahnhof (Strecke außer Betrieb) | 6,8                  | Aabenraa dt. Apenrade                                  | Aabenraa dt. Apenrade                                  |
| Betriebs-/Güterbahnhof Streckenende (Strecke außer Betrieb) | 7,8                  | Åbenrå Havne                                           | Åbenrå Havne                                           |

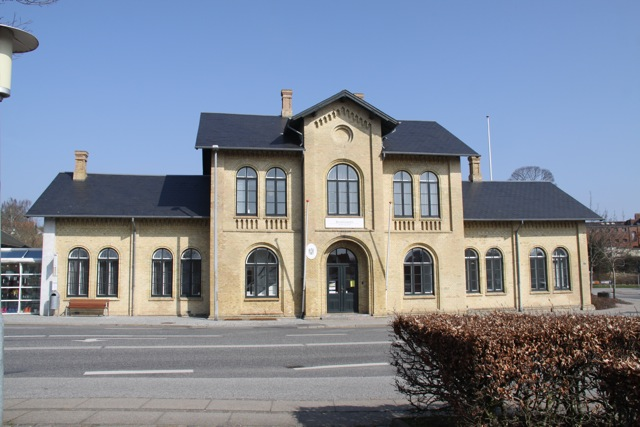
Bahnhof Aabenraa (2012)

Die Bahnstrecke Rødekro–Aabenraa (dt. Rothenkrug–Apenrade) ist eine sieben Kilometer lange eingleisige Bahnstrecke, die seit dem 12. September 1868 Apenrade an die von der Nordschleswigschen Eisenbahngesellschaft von der Nordschleswigschen Weiche (heute: Flensburg Weiche) bei Flensburg bis Rothenkrug und Wojens erbauten Sønderjyske Længdebane anschließt.

## Geschichte
Die Strecke wurde von der Schleswigschen Eisenbahn-Gesellschaft in Auftrag gegeben, gebaut wurde sie von Peto, Brassey and Betts. Nach dem Verlust Schleswigs im Preußisch-Dänischen Krieg ging das Eigentum an der Strecke ab dem 1. Januar 1870 an die Altona-Kieler Eisenbahn-Gesellschaft über, die wiederum am 1. Januar 1887 von den Preußischen Staatseisenbahnen übernommen wurde.
Die knapp einen Kilometer lange Bahn zum Apenrader Hafen wurde am 12. Juni 1889 in Betrieb genommen.
Nach dem Ersten Weltkrieg und der Volksabstimmung in Schleswig übernahm Dänemark die Strecke, so dass seit dem 1. Juni 1920 die Dänischen Staatsbahnen Eigentümer sind.
Pläne einer Küstenbahn, die die ostschleswigschen Kaufmannsstädte verbinden sollte, wurden auf Grund der beiden Weltkriege nie realisiert. Von Aabenraa führten eine Reihe Schmalspurbahnen, die die Apenrader Kreisbahn (später: Åbenrå Amts Jernbaner (AAAJ)) betrieb, weiter.
Die Strecke war für 22,5 Tonnen Achsdruck ausgerichtet und hatte in ihrem Verlauf drei gesicherte und vier ungesicherte Bahnübergänge.
Der Personenverkehr wurde 1971 eingestellt, bis 2003 verkehrte noch in der Adventszeit eine historische Dampflok zwischen Rødekro und Aabenraa. Danach wurde auch dieser Verkehr eingestellt, da die DSB die Strecke nicht mehr in Stand hielt.

## Tinglev–Tønder Veteranjernbane
Der Museumseisenbahnverein war am 13. März 1993 in Tønder als Tinglev–Tønder Veteranjernbane (TTVJ) gegründet worden und hatte seine Sammelstücke im alten Lokschuppen in Tønder untergebracht. 1999 erfolgte der Umzug nach Aabenraa, da das Gelände in Tønder für andere Zwecke gebraucht wurde. Gleichzeitig erfolgte die Umbenennung in Åbenrå Veteranbane (AaV).

## Åbenrå Veteranbane
Der Verein Åbenrå Veteranbane (AaV) nahm am 16. August 1999 den Museumsbetrieb auf der Strecke auf.
1996 wurde der Triebwagen M3 (T3) von der NVAG in Niebüll erworben. Damit war es möglich, eigene Museumsfahrten auf verschiedenen Strecken zu unternehmen, hauptsächlich auf der Bahnstrecke Tønder–Tinglev.
Als die Strecke Rødekro–Aabenraa gesperrt wurde und eine Hauptuntersuchung anstand, wurde der Triebwagen im Herbst 2005 an die Deutsche Regionaleisenbahn verkauft.
Seit dem Sommer 2006 bietet die Museumsbahn Draisinenfahrten auf der Aabenraa-Bahn bis nach Ulvekule an.